# Anna Szyćko
Anna Szyćko (ur. 24 kwietnia 1978 w Olsztynie) – polska koszykarka grająca na pozycji rzucającej. Jej głównym atutem jest rzut za trzy punkty.
Karierę rozpoczęła w Łączności Olsztyn. Ponadto grała w TSK Olsztyn, Polonii Warszawa, ponownie Łączności Olsztyn, Meblotapie Chełm i Orle Polkowice. W 2008 wyjechała za granicę. Sezon rozpoczęła w Izraelu (Maccabi Tel Kabir), by po dwóch meczach wyjechać do ligi niemieckiej (Herner TC). W połowie sezonu wróciła do polskiej ligi zasilając szeregi drużyny PTK Pabianice. Sezon 2009/10 rozpoczęła w zespole Artego Bydgoszcz, lecz po 4 rozegranych meczach klub nie przedłużył kontraktu z zawodniczką.

## Przebieg kariery
- do 1995 – Łączność Olsztyn
- 1995–1998 – TSK Olsztyn
- 1998–2000 – Polonia Warszawa
- 2000–2003 – Łączność Olsztyn
- 2003–2006 – Meblotap AZS Chełm
- 2006–2008 – Orzeł Polkowice
- 2008 - Maccabi Tel Kabir (Izrael)
- 2008 - Herner TC (Niemcy)
- 2009 – PTK Pabianice (kontynuator tradycji sportowych Włókniarza Pabianice
- 2009 - Artego Bydgoszcz